# Jeux de Nauru
Les Jeux de Nauru (Naoero Games), ou Jeux nationaux de Nauru, sont une compétition multisport amateur à Nauru, organisée pour la première fois en 2009. Il s'agit de la première compétition de ce genre dans le pays.

## Jeux de 2009
Les Jeux de 2009 sont établis avec le soutien de l'organisation des Comités nationaux olympiques d'Océanie. Ils ont lieu du 7 au 14 novembre. « Plusieurs centaines » d'athlètes amateurs prennent part, dans ce pays d'une dizaine de milliers d'habitants. Les Jeux sont ouverts le 7 novembre lors d'une « brève cérémonie » par le président de la république, Marcus Stephen, qui est également l'athlète nauruan le plus titré en compétition internationale : sept fois médaillé d'or en haltérophilie aux Jeux du Commonwealth. Huit épreuves sportives sont retenues : l'athlétisme, le basketball, la boxe, la force athlétique, l'haltérophilie, le judo, le tennis, et le volleyball. L'haltérophilie est considérée comme l'épreuve reine, dans ce pays où la plupart des athlètes titrés à l'international sont issus de cette discipline ; les épreuves d'haltérophilie viennent ainsi clore les Jeux.
Afin d'introduire un élément de compétition par équipe, les athlètes sont divisés en cinq équipes, portant des maillots de couleurs différentes, par aires géographiques. L'équipe verte remporte de peu la première place au tableau des médailles, avec treize médailles d'or et vingt-deux médailles au total, devant l'équipe noir-et-blanc (représentant le district d'Ubenide), qui obtient douze médailles d'or et vingt-trois médailles au total. 
Lors de la cérémonie d'ouverture, le président Stephen avait indiqué que les Jeux auraient lieu chaque année. Il ne semble toutefois pas y avoir eu d'autres Jeux depuis 2009.